# Sami (Burkina Faso)
Sami è un dipartimento del Burkina Faso classificato come comune, situato nella Provincia  di Banwa, facente parte della Regione di Boucle du Mouhoun.
Il dipartimento si compone del capoluogo e di altri 8 villaggi: Bonkorowé, Déré, Dima, Dimibo, Priwé, Sagoéta, Seindé e Sogodjankoli.